# Talijanska ženska softbolska reprezentacija
Talijanska ženska softbolska reprezentacija predstavlja državu Italiju u športu softbolu.
Krovna organizacija: 

## Sudjelovanja na EP
- Rovereto 1979.: srebrne
- Haarlem 1981.: srebrne
- Parma 1983.: srebrne
- Antwerpen/Anvers 1984.: srebrne
- Antwerpen/Anvers 1986.: zlatne
- Hørsholm 1988.: srebrne
- Genova 1990.: brončane
- Bussum 1992.: zlatne
- Settimo Torinese 1995.: zlatne
- divizija "A", Prag 1997.: zlatne
- divizija "A", Antwerpen/Anvers 1999.: zlatne
- divizija "A", Prag 2001.: zlatne
- divizija "A", Caronno, Pertusella-Saronno, Italija 2003.: zlatne
- divizija "A", Prag 2005.: zlatne
- divizija "A", Amsterdam 2007.: zlatne